# Guinée aux Jeux paralympiques d'été de 2020
La Guinée participer aux Jeux paralympiques d'été de 2020 à Tokyo, au Japon, du 24 août au 5 septembre 2021. Ce sera leur deuxième participation consécutive aux Jeux paralympiques d'été depuis 2016 et leur quatrième au total.

## Concurrents
Voici la liste du nombre de concurrents participant aux Jeux :
| sport      | Hommes | Femmes | Le total |
| ---------- | ------ | ------ | -------- |
| Athlétisme | 1      | 1      | 2        |

## Athlétisme
Piste hommes
| Athlète         | Événement      | Chaleurs | Chaleurs | Final    | Final   |
| Athlète         | Événement      | Résultat | Rang     | Résultat | Rang    |
| --------------- | -------------- | -------- | -------- | -------- | ------- |
| Bacou Dambakaté | 100 mètres T13 | 12 s 24  | 5e       | Éliminé  | Éliminé |

domaine des femmes
| Athlète           | Événement      | Chaleurs           | Chaleurs | Final    | Final    |
| Athlète           | Événement      | Résultat           | Rang     | Résultat | Rang     |
| ----------------- | -------------- | ------------------ | -------- | -------- | -------- |
| Kadiatou Bangoura | 200 mètres T47 | 28 s 25            | 6e       | Éliminée | Éliminée |
| Kadiatou Bangoura | 400 mètres T47 | 1 min 02 s 75 (PB) | 5e       | Éliminée | Éliminée |

## Voir également
- Guinée aux Jeux Paralympiques
- Guinée aux Jeux olympiques d'été de 2020